# Marc Papiri Masó
Marc Papiri Masó (en llatí Marcus Papirius Maso) va ser un cavaller romà que va viure al segle i aC. Formava part de la branca patrícia de la gens Papíria i era de la família dels Masó.
És conegut perquè va desheretar a Eli Lígur, tribú de la plebs l'any 57 aC al que anomenava frater (germà o cosí germà). Segurament és el mateix Marc Papiri que va morir a mans dels homes de Publi Clodi Pulcre a la via Àpia.